# 王弘之
王 弘之（おう こうし、365年 - 427年）は、東晋から南朝宋にかけての隠者。字は方平。本貫は琅邪郡臨沂県。

## 経歴
上虞県令の王随之（王廙の子の王耆之の子）の子として生まれた。幼くして父を失い、母方の祖父の何準に養育された。東晋の隆安年間、琅邪王司馬徳文の下で中軍参軍となり、司徒主簿に転じた。烏程県令の任を猟官したが、まもなく病のため上虞県の家に帰った。桓玄が政権を掌握すると、弘之は桓謙の下で衛軍参軍となった。兄の王鎮之が安成郡太守となると、弘之は職を辞して同行した。まもなく荊州刺史の桓偉に請われて南蛮長史となった。
義熙初年、何無忌に右軍司馬となるよう請われ、劉裕に徐州治中従事史として召され、員外散騎常侍とされたが、いずれも就任しなかった。会稽郡上虞県の家に住まい、農耕にいそしみ、上虞江の三石頭に釣り糸を垂らしながら日々を暮らした。永初3年（422年）、従兄の王裕之が吏部尚書となると、弘之は郭希林とともに推挙されて、太子庶子として召されたが、また就任しなかった。
元嘉4年（427年）、通直散騎常侍として召されたが、やはり受けなかった。この年のうちに死去した。享年は63。

## 子女
- 王曇生（吏部尚書・太常卿を歴任し、大明末年に呉興郡太守となった。泰始初年に晋安王劉子勛の乱に参加したが、明帝の軍に敗れて会稽に逃れ、降伏して許され、中散大夫に終わった）
- 王普曜（秘書監）
- 王羅雲（平西長史）

## 伝記資料
- 『宋書』巻93 列伝第53
- 『南史』巻24 列伝第14